# Istituto statale di istruzione superiore Cipriano Facchinetti
L'Istituto statale di istruzione superiore Cipriano Facchinetti è il principale complesso scolastico di Castellanza. Comprende un istituto tecnico industriale, un istituto tecnico professionale per l'industria e l'artigianato e un istituto tecnico per geometri.

## Architettura
L'ISIS Facchinetti fu progettato dall'architetto bustocco Richino Castiglioni tra il 1962 e il 1965. Le strutture furono progettate dall'ingegner Carlo Fontana. È considerato una delle opere più conosciute e pubblicate del Castiglioni in campo internazionale.
Il tema dominante dell'istituto è la struttura complessa, lasciata in evidenza e imponente nonostante la sua povertà di materiali. Scriveva Castiglioni: «Questo edificio ha introdotto nell'edilizia scolastica – forse per la prima volta in Italia – l'identificazione dell'architettura con la struttura, in questo caso molto complessa nel sistema delle volte»
Fu realizzato in un periodo economicamente difficile: la scelta di utilizzare il calcestruzzo a vista, che conferisce all'edificio un aspetto crudo e grezzo, era dettata, oltre che da volontà stilistiche, anche da esigenze economiche, legate anche allo sviluppo tecnologico delle imprese disponibili. Di conseguenza, qualsiasi tipo di decorazione o rifinitura sarebbe risultata incoerente rispetto a questa scelta. In quel periodo si stava diffondendo, inoltre, l'uso del calcestruzzo a vista ispirato a Le Corbusier che, per le sue caratteristiche di economicità, resistenza e facilità di realizzazione, era perfetto per favorire lo sviluppo urbano.
Lo storico dell'architettura Nikolaus Pevsner considerava il complesso di chiara ispirazione brutalista, "pur se riprende temi cari al filone espressionista che va da Hans Poelzig a Eric Mendelsohn a Rudolf Steiner".